# Harttia surinamensis
Harttia surinamensis är en fiskart som beskrevs av Boeseman, 1971. Harttia surinamensis ingår i släktet Harttia och familjen Loricariidae. Inga underarter finns listade i Catalogue of Life.